# Macey (Aube)
 Macey  es una población y comuna francesa, en la región de Champaña-Ardenas, departamento de Aube, en el distrito de Troyes y cantón de Sainte-Savine.

## Demografía
| 187 | 204 | 199 | 534 | 724 | 742 |
| Para los censos de 1962 a 1999 la población legal corresponde a la población sin duplicidades (Fuente: INSEE [Consultar]) |     |     |     |     |     |